# 7042 Carver
A 7042 Carver (ideiglenes jelöléssel 1933 FE1) a Naprendszer kisbolygóövében található aszteroida. Karl Wilhelm Reinmuth fedezte fel 1933. március 24-én.